# Michael Duke
Michael Terry "Mike" Duke, född 7 december 1949, är en amerikansk företagsledare som var både president och vd för världens största detaljhandelskedja, amerikanska Wal-Mart Stores, Inc. mellan 2009 och 2014.
Han avlade en kandidatexamen i industriell ekonomi (engelska: industrial engineering) vid Georgia Institute of Technology.
I juli 1995 blev Duke anställd av Walmart och jobbade på en rad olika chefspositioner inom logistik, distribution och administration. I april 2003 blev han befordrad till president och vd för Walmarts amerikanska dotterbolag, som sköter all verksamhet inom USA:s gränser. Två år senare blev han utnämnd till vice styrelseordförande till koncernen. Han blev också utsedd till president och vd för Walmart International, som har hand om all verksamhet som berör de internationella marknaderna. Den 21 november 2009 meddelade Walmart att deras dåvarande president och vd H. Lee Scott, Jr. skulle sluta på sina positioner och koncernstyrelsen hade utsett Duke som efterträdaren och blev officiell i februari 2009. Den 25 november 2013 blev det offentligt att Duke skulle lämna sina chefspositioner och skulle bli efterträdd av C. Doug McMillon. Den 31 januari 2014 blev han efterträdd officiellt. Media har dock rapporterat om att den egentliga anledningen till att han lämnade sina positioner var på grund av den mutskandal som skakade Walmart 2012, där de blev anklagade för att ha mutat tjänstemän inom den mexikanska myndighetsapparaten för att snabba upp koncernens expansion i landet, som till exempel få företräde när det gäller olika tillstånd som bygglov. Flera höga chefer inom hierarkin har varit tvungna att gå efter detta. Den federala mutbrottsutredningen som leds av det amerikanska justitiedepartementet är fortfarande aktiv.
Duke satt som ledamot i styrelsen för den amerikanska intresseorganisationen Business Roundtable mellan 2011 och 2014.